# Azat khosk
Azat khosk (arménien : Ազատ խոսք, littéralement « Parole libre ») est un journal communiste quotidien en langue arménienne publié entre 1949 et 1951 à Paris.

## Historique
Azat khosk est fondé en juillet 1949 à Paris, pour prendre la succession du journal communiste Joghovourt qui disparaît en 1948. Il semblerait qu'Azat khosk existe dès le début de l'année 1949 sous le nom de Tzaïn Parisi (Ձայն Փարիզի, littéralement « Écho de Paris ») avant de changer de nom.
Son rédacteur-en-chef est A. Nazarian.
Azat khosk publie des articles s'intéressant à la diaspora arménienne en France ainsi qu'à la vie en Arménie soviétique. On y trouve aussi des productions littéraires, comme Louisette, premier volet de la trilogie Sur les rives de la Seine de l'autrice Zarouhi Bahri, publié sous forme de feuilleton par le journal.
Azat khosk disparaît en 1951.